# Кропенштет
Кропенштет (њем. Kroppenstedt) град је у њемачкој савезној држави Саксонија-Анхалт. Једно је од 35 општинских средишта округа Берде. Према процјени из 2010. у граду је живјело 1.579 становника. Посједује регионалну шифру (AGS) 15083355, NUTS (DEE07) и LOCODE (DE KPT) код.

## Географски и демографски подаци
Кропенштет се налази у савезној држави Саксонија-Анхалт у округу Берде. Град се налази на надморској висини од 99 метара. Површина општине износи 38,6 km². У самом граду је, према процјени из 2010. године, живјело 1.579 становника. Просјечна густина становништва износи 41 становника/km².